# Малая Уголька

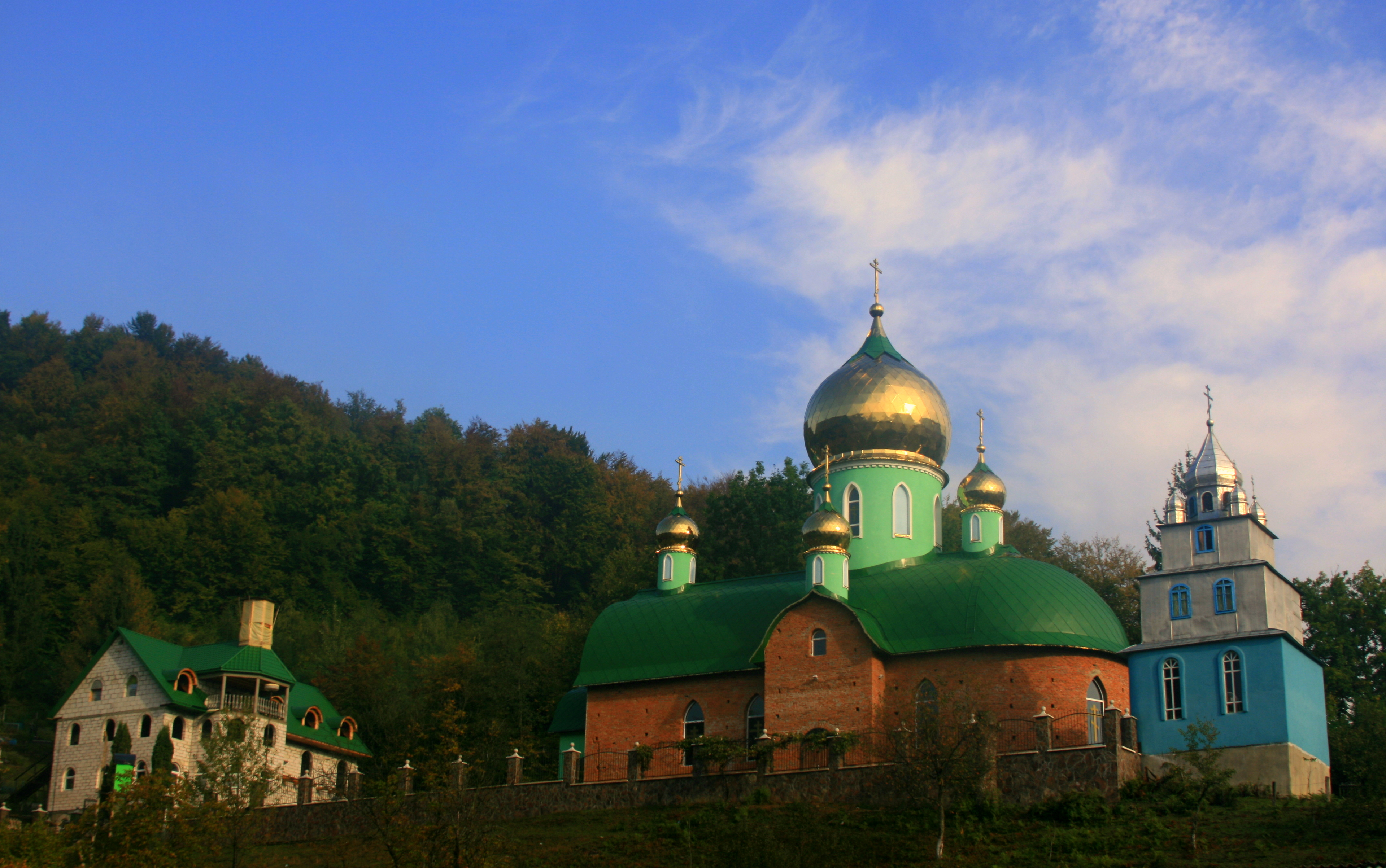
Церковь Св. Димитрия Солунского в селе Малая Уголька

Малая Уголька (укр. Мала Уголька) — село в Углянской сельской общине Тячевского района Закарпатской области Украины.
Население по переписи 2001 года составляло 1503 человека. Почтовый индекс — 90514. Телефонный код — 3134. Код КОАТУУ — 2124487604.
Через село протекает река Малая Уголька, которая берёт начало севернее села.